# كميت (لون)
الكُمَيْت أو الماروني (بالإنجليزية: Maroon) هو اللون الأحمر المائل للبني الداكن ويأخذ اسمه من  كلمة «مارون: marron» في اللغة الفرنسية والتي تعني كستناء.
يُعرف قاموس أكسفورد  لون الكميت  بأنه «القرمزي البني».
في نظام «النموذج اللوني أحمر أخضر أزرق» المستخدم لخلق الألوان على شاشات الحاسوب والتلفاز يتم صنع مارون  من خلال تقليل سطوع الأحمر النقي إلى حوالي النصف. يعتبر لون الكميت اللون المكمل للون الشرشيري.
يختلف لون الكميت عن الكستنائي بشكل بسيط قليلاً.

## الاختلافات في الأوساط التجارية للون الكميت

### كميت فاتح
درجة فاتحة من لون الكميت (Bright maroon) حيث كانت تعتبر لون الكميت بشكل مبدئي في عام 1949 في طباشير كرايولا.

### كميت باثق
اللون المارون الباثق (rich maroon) أكثر إشراقا ويميل قليلاً للون الوردي.

### الأحمر الداكن
يعرف في ألوان الويب باللون الأحمر الداكن.